# Trichosanthes lobata
Trichosanthes lobata är en gurkväxtart som beskrevs av William Roxburgh. Trichosanthes lobata ingår i släktet Trichosanthes och familjen gurkväxter. Inga underarter finns listade i Catalogue of Life.